# Anglocatolicismo
O termo anglo-catolicismo descreve pessoas, grupos, ideias, costumes e práticas dentro da Comunhão Anglicana que enfatizam a continuidade com a tradição católica.
O anglicanismo, sendo embora uma única Igreja, está na prática dividido em três ramos: os "anglicanos da Alta Igreja", também chamados anglo-católicos, os "anglicanos da Baixa Igreja" e os "anglicanos da Igreja Ampla", que caem no meio das duas correntes (e que hoje provavelmente são a maioria dos anglicanos ao redor do mundo). Embora todos os elementos da Comunhão Anglicana recitem os mesmos credos, os anglicanos da Baixa Igreja tratam a palavra católico no credo como um mero sinónimo antigo para universal, ao passo que os anglicanos da Alta Igreja a tratam como o nome da Igreja de Cristo à qual pertencem eles, a Igreja Católica Romana, as Igrejas Ortodoxas e outras igrejas da Sucessão Apostólica.
O anglo-catolicismo tem crenças e pratica rituais religiosos semelhantes às da Igreja Católica Romana. Os elementos semelhantes incluem na celebração de sete sacramentos, a devoção à Virgem Maria e aos santos (dulia, porém não hiperdulia), a descrição do seu clero ordenado como padres e madres, a criação de ordens religiosas, o uso de vestes eucarísticas (como a casula e a dalmática) em lugar de apenas estola e alva, e a descrição das suas celebrações eucarísticas como Missa.  Além disso, enfatizam a crença na real presença de Cristo na Eucaristia (tida pelo anglicanos em geral como mistério que se crê sem ser possível explicar; alguns anglo-católicos até mesmo defendem correntes como a da transubstanciação). Enxergam a crença e aderência aos 39 artigos de religião como fato histórico, e não como realidade contemporânea. Preferem o Quadrilátero de Lambeth como declaração suficiente de fé. Usam, assim como os demais anglicanos, o Livro de Oração Comum em sua liturgia.
A sua principal divergência em relação aos católicos romanos reside no estatuto, poder e influência do Bispo de Roma, pois a estrutura da Comunhão Anglicana assemelha-se mais à da Igreja Ortodoxa, com uma autoridade dispersa em que o Arcebispo de Cantuária é tido como "símbolo de unidade" e "primeiro entre iguais".

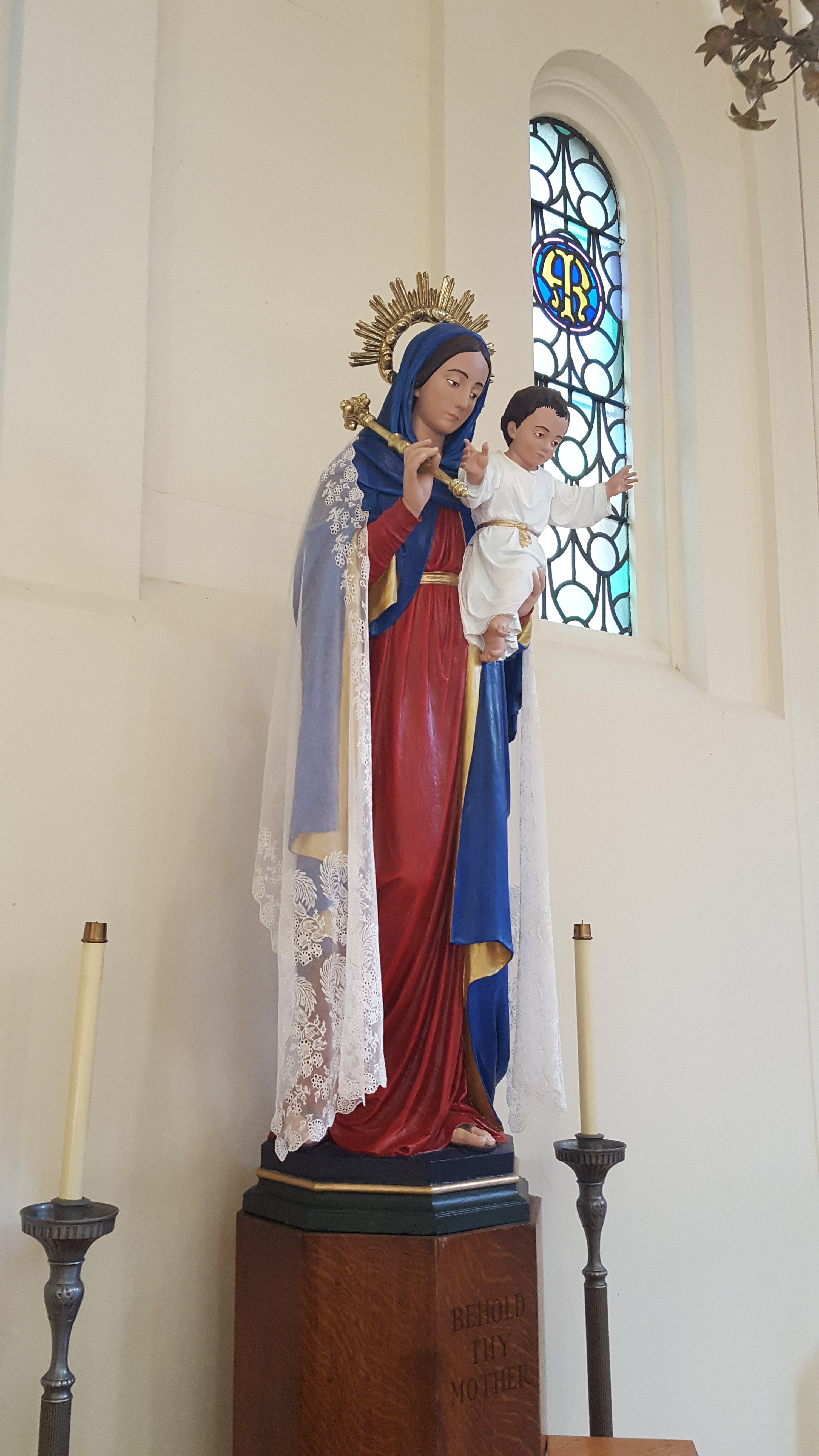
Estátua da Virgem Maria na Igreja Anglicana de Santa Maria Madalena, Toronto.

Anglicanos refletem teologicamente segundo o "Tripé de Hooker": Bíblia, Tradição e razão. Enquanto os protestantes dão mais valor às Escrituras e latitudinários à razão, anglo-católicos ressaltam o valor da Tradição, com especial ênfase nos sete concílios ecumênicos da Igreja.
Após o Concílio Vaticano II, com a simplificação da prática litúrgica da Igreja Católica Romana, é muito difícil para um observador leigo perceber a diferença entre uma igreja romana e a maioria das igrejas anglicanas. Nesse aspecto, igrejas anglo-católicas se sobressaem por preservarem uma identidade litúrgica que é até mesmo mais formal que uma missa romana contemporânea, e que se assemelha esteticamente à missa tridentina. Um observador mais atencioso, contudo, consegue distinguir certas diferenças entre católicos tradicionalistas e anglo-católicos. Há diferenças sutis nas vestes e atos litúrgicos, bem como entre o Missal Romano e o Livro de Oração Comum Anglicano. Tais diferenças refletem peculiaridades do cristianismo nas Ilhas Britânicas que predatam à Reforma protestante, e até mesmo a submissão da Igreja Celta à Missão Romana do século VII. Além disso, teologicamente, o anglicanismo tem se liberalizado mais rapidamente que outras denominações e até em regiões onde é tido como conservador, comparativamente o é muito menos que outras igrejas locais.
O desenvolvimento da ala anglo-católica do anglicanismo teve lugar principalmente no século XIX e está fortemente associado ao Movimento de Oxford. Dois dos seus líderes, John Henry Newman e Henry Edward Manning, ambos ordenados clérigos anglicanos, acabaram por aderir à Igreja Católica e por se tornarem Cardeais.
Embora o termo catolicismo seja geralmente usado para designar apenas a Igreja Católica Apostólica Romana, muitos anglicanos (e outras igrejas protestantes) usam-no para se referirem também a si próprios, como parte da Igreja Católica geral (e não apenas Romana). Na verdade, algumas igrejas anglicanas, como a Catedral de St. Patrick em Dublin ou a "Catedral Nacional" da Igreja da Irlanda (anglicana), referem-se a si próprias como parte da "Comunhão Católica" e como "Igrejas Católicas" em anúncios dentro e em torno delas.
Em 2009, devido à constituição apostólica Anglicanorum Coetibus, do Papa Bento XVI, os anglicanos que quisessem entrar " na plena comunhão com a Igreja Católica" seriam organizados em ordinariatos pessoais. Devido a este facto histórico, vários grupos anglo-católicos, querendo juntar-se à Igreja Católica, solicitaram à Congregação para a Doutrina da Fé para serem ingressados em ordinariatos pessoais.

## História
Após a aprovação do Ato de Supremacia e a ruptura de Henrique VIII com a Igreja Católica Romana, a Igreja Anglicana continuou a aderir aos ensinamentos católicos tradicionais e, inicialmente, não fez alterações na doutrina.  Os dez artigos foram publicados em 1536 e constituem os primeiros artigos oficiais de fé anglicanos.  Os artigos em sua maioria concordavam com os ensinamentos da Igreja na Inglaterra, como haviam sido antes da Reforma Protestante e defendiam, entre outras coisas, a Presença Real de Cristo na Eucaristia, o sacramento da Confissão, honra e invocação de santos cristãos, oração pelos mortos e crença no purgatório, no entanto, tornou-se não essencial.  Isso foi seguido pela Instituição do Homem Cristão (também chamada de Livro dos Bispos ) em 1537, um esforço combinado de numerosos clérigos e teólogos que, embora não fossem fortemente protestantes em suas inclinações, mostraram um leve movimento em direção a posições reformadas. O Livro dos Bispos era impopular com seções conservadoras da Igreja e rapidamente se tornou antipatizado por Henrique VIII.,  OSeis artigos, publicados dois anos depois, afastaram-se de todas as idéias reformadas e afirmaram fortemente as posições católicas em relação a assuntos como transubstanciação e missa pelos mortos.  O Livro do Rei, o artigo oficial da religião escrito por Henrique em 1543, também expressou a teologia sacramental católica e incentivou a oração pelos mortos.

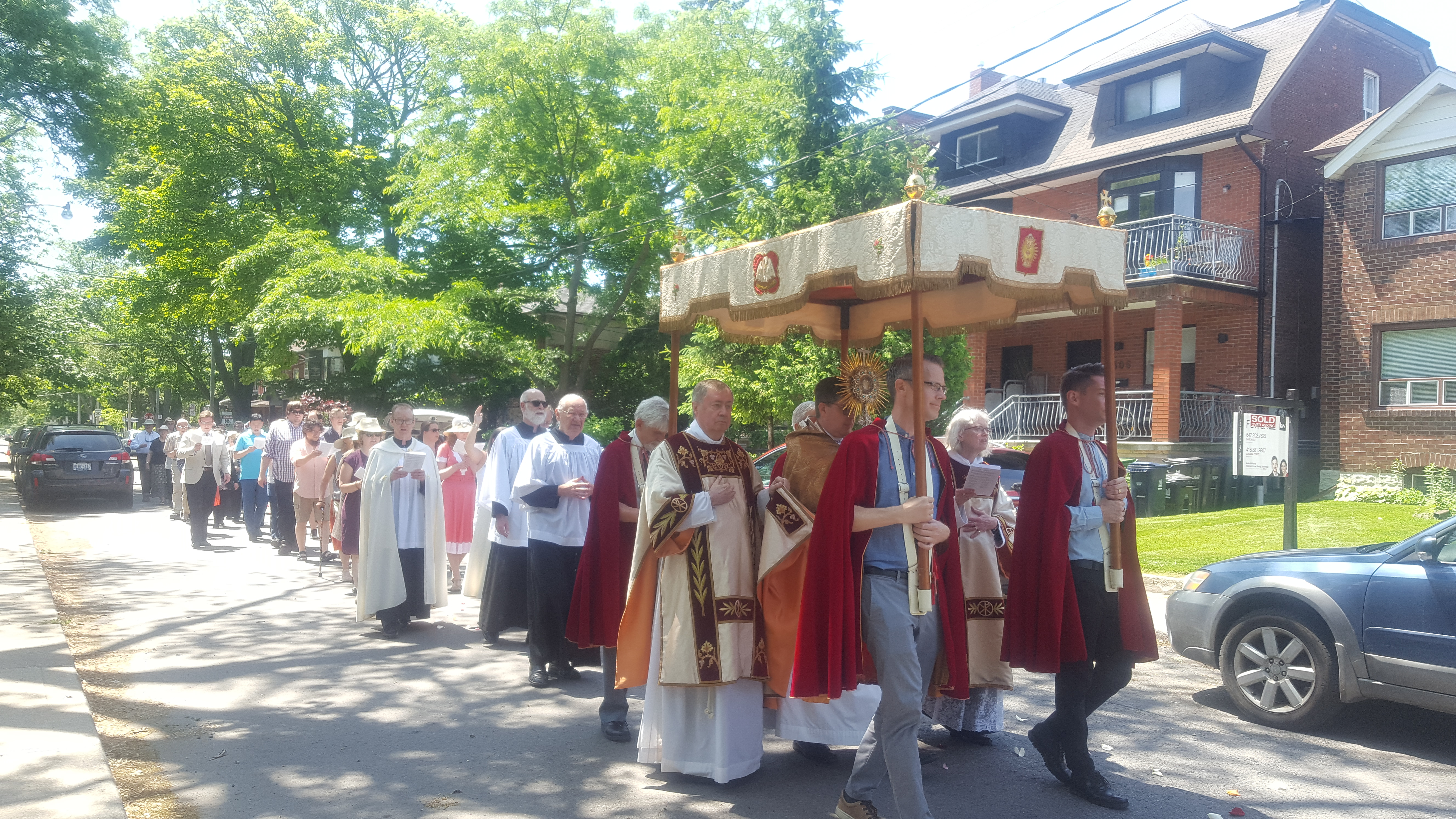
Anglo-católicos em procissão de Corpus Christi.

Uma grande reforma na doutrina anglicana ocorreu no reinado do filho de Henrique, Edward VI, que revogou os Seis Artigos e sob cujo governo a Igreja Anglicana se tornou mais protestante. Embora as práticas e a abordagem da Igreja aos sacramentos tenham sido fortemente influenciadas pelas dos reformadores continentais,  ainda assim manteve a estrutura episcopal da igreja. Após a morte de Edward sua meia irmã Maria Tudor assumiu o trono e religou a Igreja da Inglaterra à Igreja Católica Romana, após sua morte, Elizabeth I que era protestante assumiu o trono separou a Igreja da Inglaterra de Roma novamente. O Assentamento religioso elisabetano foi uma tentativa de acabar com as divisões religiosas entre os cristãos na Inglaterra e é frequentemente visto como um evento importante na história anglicana, lançando as bases para o conceito de anglicanismo " via media ".
A natureza do anglicanismo primitivo deveria ser de grande importância para os anglo-católicos do século XIX, que argumentariam que suas crenças e práticas eram comuns durante esse período e eram inofensivas para os antigos membros da Igreja Anglicana.
No Brasil, o Anglicanismo chegou através das capelanias inglesas, na primeira metade do século XIX e em 1890, tiveram início as primeiras comunidades para brasileiros, a partir da missão da Igreja Episcopal dos Estados Unidos, no Sul do país, que seguia o anglicanismo evangélico, próprio do Seminário Teológico de Virgínia. Durante as primeiras décadas da Igreja Episcopal Anglicana do Brasil, por influência de reverendos como Salomão Barbosa Ferraz, houve uma tentativa de implantar práticas litúrgicas e o pensamento teológico característicos do anglocatolicismo. Todavia, pela falta de um ambiente propício para tal e do forte sentimento de anticatolicismo no meio protestante brasileiro, nunca foi possível desenvolver os pressupostos do Movimento de Oxford e suas práticas como em outras Províncias da Comunhão Anglicana . Hoje, existem grupos que arrogam para si o título de paróquias e até dioceses "anglo-católicas", ligadas à IEAB e a outras Igrejas Anglicanas Independentes. Diferente dos tempos do reverendo Ferraz, hoje existe um espaço muito maior para o desenvolvimento de uma corrente ou de um movimento anglo-católico brasileiro, embora ele esteja em gestação e restrito a poucas comunidades anglicanas, nas regiões Sul, Sudeste e Nordeste do Brasil.